# Karl Lehmann
Karl Lehmann (Sigmaringen, 16 de maio de 1936 - Mainz, 11 de março de 2018) foi um cardeal alemão e bispo emérito de Mainz.

## Biografia
Nascido em 16 de maio de 1936, em Sigmaringen, era filho de Karl Lehmann, um professor, e Margarete Waldner.
Estudou teologia e filosofia no Seminário de Friburgo, entre 1957-1964. Foi para a Pontifícia Universidade Gregoriana, em Roma, onde obteve o doutorado em filosofia, summa cum laude de 1962, com a tese: "Vom Ursprung und Sinn der Seinsfrage im Denken Martin Heidegger" e doutorado em teologia, summa cum laude de 1967, com a tese: "Auferweckt am dritten Tag nach ? der Schrift 'Exegetische und Studien zu fundamentaltheologische 1 Kor 15,3 b-5 ".
Foi ordenado em 10 de outubro de 1963, em Roma, pelo cardeal Julius Döpfner. Instrutor de dogmática e história do dogma na Universidade de Munique, em 1967, e realizou mais estudos em Roma. Foi nomeado Prelado de honra de Sua Santidade Papa João Paulo II em 26 de março de 1979.
Eleito bispo de Mogúncia pelo capítulo da sua catedral, foi confirmado pelo papa em 21 de junho de 1983. Foi consagrado em 2 de outubro de 1983, na Catedral de Mainz, pelo cardeal Hermann Volk, bispo-emérito de Mainz, assistido por Oskar Saier, arcebispo de Freiburg im Breisgau, e por Wolfgang Rolly, bispo-titular de Taborenta, bispo-auxiliar de Mainz.
Desde 1987, é membro da Academia de Ciências e Letras de Mainz. Em 1991, ele recebeu doutorados honorários em teologia pela Universidade de Innsbruck e da Universidade Católica da América, de Washington, DC. Recebeu um doutorado honorário em teologia pela Faculdade de St. Patrick, Maynooth, Irlanda, 1993. Recebeu o Prêmio Karl Barth da União de Igrejas Evangélicas (EKU) de 1994. Recebeu o Prêmio Cardeal Döpfner de 1996 da Academia Católica da Baviera, Munique. Recebeu um diploma honorário em ciências humanas da Academia Católica Teológica de Varsóvia (ATK), em 1997. Membro eleito do Senado da Sociedade Max Planck em 1999. Recebeu um diploma honorário em teologia pela Universidade de Graz, na Áustria, em 2000.
Criado cardeal-padre no consistório de 21 de fevereiro de 2001, recebeu o barrete vermelho e o título de São Leão I.
Morreu aos 81 anos em 11 de março de 2018 na cidade Mainz.

## Conclaves
- Conclave de 2005 - participou da eleição do Papa Bento XVI
- Conclave de 2013 - participou da eleição do Papa Francisco